# Magnetická nádoba
Magnetická nádoba je speciálně tvarované magnetické pole, sloužící k uchovávání plazmatu. Magnetické nádoby jsou zařízením pro jeden ze směrů vývoje termonukleární fúze. Principem všech druhů magnetických nádob je snaha iontů „namotávat“ se na siločáry magnetického pole a odrážet se od míst, kde intenzita pole roste.
Magnetické nádoby se dělí na otevřené a uzavřené. Otevřené nádoby jsou založeny na principu magnetického zrcadla, uzavřené mají obvykle tvar toroidu.

## Typy magnetických nádob

### Otevřené
- Zrcadlová nádoba

### Uzavřené
- Stelarátor
- Tokamak
- Torzatron
- Spheromak